# Ophiomyia boulderensis
Ophiomyia boulderensis este o specie de muște din genul Ophiomyia, familia Agromyzidae, descrisă de Spencer în anul 1986.
Este endemică în Colorado. Conform Catalogue of Life specia Ophiomyia boulderensis nu are subspecii cunoscute.